# منتخب ماكاو لكرة السلة للسيدات
منتخب ماكاو لكرة السلة للسيدات هو ممثل ماكاو الرسمي في المنافسات الدولية في كرة السلة للسيدات.